# Rógvolod
Rógvolod (del ruso: Рогволод, Rogvolod; en bielorruso: Рагвалод, Ragvalod) fue el primer príncipe del Principado de Polatsk del que hay registro (945-978). En la Crónica de Néstor, es conocido como Рогъволодъ, probablemente una versión eslava del nombre en nórdico antiguo Ragnvald. Rógvolod llegó desde allende de los mares (posiblemente, Escandinavia) y se estableció en la ciudad de Pólatsk a mediados del siglo X. De acuerdo a la Crónica, Vladimiro El Grande buscó aliarse con él en 980 casándose con su hija Rogneda, pero ella se negó insolentemente, causando que Vladimiro atacara a Rógvolod y a sus hijos y los matara, después de tomar a la fuerza a Rogneda como esposa.